# Такеуті Таку
Такеуті Таку (яп. 竹内 択, 20 травня 1985) — японський стибун з трамліна, призер Олімпійських ігор, чемпіон та призер чемпіонатів світу.
Бронзову олімпійську медаль Такеуті виборов у змішаних командних змаганнях на Олімпіаді 2014 в Сочі. Чемпіоном світу він теж став у складі змішаної команди на чемпіонаті світу 2013 року, що проходив у Валь-ді-Ф'ємме, Італія.